# Oops!... I Did It Again
Oops!... I Did It Again es el segundo álbum de estudio de la cantante estadounidense Britney Spears, publicado el 16 de mayo de 2000 por el sello discográfico Jive Records. Por su parte, su título, basado en el de su canción principal, fue elogiado por los críticos, quienes señalaron que representó a una buena estrategia comercial y musical, dado que aludía a repetir el arrollador éxito comercial del álbum debut de la cantante, ...Baby One More Time (1999).
Musicalmente, Oops! I Did It Again es un álbum de pop, dance pop y teen pop, similar a su álbum debut. También explora un sonido más funk y R&B. Tras el impacto de su debut en la industria musical, Spears comenzó a grabar las canciones de Oops!... I Did It Again durante el último trimestre del año 1999, en un período en el que fue un tanto «presionada» por el sello Jive Records, dado a las elevadas expectativas comerciales de su carrera. Para ello, Jive Records rodeó a la cantante de varios letristas, compositores y productores prestigiosos. No obstante, entre los principales de ellos se encuentra al sueco Max Martin, quien es considerado el «padre musical» de Spears, al productor estadounidense Rodney «Darkchild» Jerkins, quien trabajó por primera vez con ella, y al productor zambio Robert «Mutt» Lange, quien respaldó su canción escrita por la cantante canadiense de country, Shania Twain.
Tras su lanzamiento, Oops!... I Did It Again recibió reseñas generalmente positivas de los críticos y fue un éxito comercial, debutó en las primeras posiciones de numerosas listas de ventas de álbumes alrededor del mundo. En Estados Unidos, se convirtió en el segundo álbum consecutivo de Spears que llegó al número uno del Billboard 200, tras vender 1,319,000 copias solo en su primera semana de lanzamiento en el país, las cuales lo convirtieron en el álbum más rápidamente vendido de una artista femenina en su primera semana. En el año 2015, dicho récord fue superado por la cantante británica Adele con su álbum 25, el cual vendió 3,38 millones de copias en su primera semana. Tras todo, Oops!... I Did It Again ha vendido más de 20 millones de copias a nivel mundial, con 9 millones de ellas vendidas únicamente en Estados Unidos, donde fue certificado con disco de diamante por la Recording Industry Association of America (RIAA); convirtiéndose en uno de los álbumes más vendidos de la historia y en el segundo álbum de mayor éxito comercial de Spears, después de ...Baby One More Time. En suma, sus ventas en Estados Unidos llevaron a que Oops!... I Did It Again se convirtiera en el sexto álbum más vendido de toda la década del 2000 en el país. Ello contribuyó a que Spears se alzara como la segunda artista más exitosa de dicha década, en cuanto a ventas de álbumes en el país, tras quedar solo detrás del rapero estadounidense Eminem.
Cuatro sencillos fueron lanzados del álbum; el primero, «Oops!... I Did It Again», se convirtió en un éxito internacional, alcanzando el número uno en las listas musicales de Australia, Canadá, el Reino Unido y otros nueve países, mientras que llegó a los primeros cinco lugares en otros seis países y alcanzó el número nueve en el Billboard Hot 100 de Estados Unidos. El segundo sencillo, «Lucky», llegó al número uno en cinco países, los diez primeros lugares en doce países y alcanzó el número 23 en el Hot 100, mientras que el tercer sencillo, «Stronger», fue un éxito top ten en nueve países, llegó al número once en el Hot 100 y se convirtió en el sencillo más vendido del álbum en Estados Unidos, obtuvo la certificación de disco de oro ahí y en otros tres países. El cuarto y último sencillo, «Don't Let Me Be the Last to Know», tuvo un éxito moderado en las listas. Por otra parte, Spears promocionó el álbum en varios programas de televisión y ceremonias de premios, así como en la gira Oops!... I Did It Again Tour, con la cual visitó América del Norte, Europa y Brasil. Forma parte de la lista de Los 100 discos que debes tener antes del fin del mundo, publicada en 2012 por Sony Music.

## Antecedentes y desarrollo
Después de vacacionar por seis días, tras la finalización de su gira ...Baby One More Time Tour en septiembre de 1999, Spears regresó a la ciudad de Nueva York para empezar a grabar canciones para su próximo álbum; la mayor parte de la grabación se llevó a cabo en noviembre. Se contó con la colaboración de Max Martin, Eric Foster White, Diane Warren, Robert "Mutt" Lange, Steve Lunt y Babyface. Las canciones «Oops!... I Did It Again», «Walk On By», «What U See (Is What U Get)» y «Don't Go Knockin on My Door», fueron las primeras en ser grabadas en los Cheiron Studios de Martin en la primera semana de noviembre; seguido de «Stronger» y «Lucky», que fueron finalizadas (junto con la pista que da título al álbum) en enero de 2000. «Where Are You Now», fue grabada en Cheiron en noviembre y finalizó en los Battery Studios en enero. «Girl in the Mirror» y la pista instrumental y melodía de «Can't Make You Love Me» fueron grabadas en el otoño de 1999 en Suecia, Spears grabó su voz a mediados de enero en los Parc Studios en Orlando, Florida. Spears grabó «Don't Let Me Be the Last to Know» en la villa de Robert Lange en Suiza; Lange produjo la canción. Spears volvió a Nueva York, vinculándose con el productor Steve Lunt para grabar «When Your Eyes Say It» de Diane Warren en los Battery Studios el 28 de enero de 2000, que precedió a su aparición en TRL ese día. «One Kiss From You» también fue grabada en los Battery Studios, pero más tarde se terminó en 3rd Floor, ciudad de Nueva York. Spears también registró la última pista del álbum, «Dear Diary», que más tarde se completó en el East Bay Recording, Tarrytown, NY y Avatar Studios, Nueva York. Otra canción grabada durante estas sesiones fue «Heart». Su versión de «(I Can't Get No) Satisfaction» fue grabada con Rodney "Darkchild" Jerkins en Pacifique Recording Studios en Hollywood, CA durante los días 24-26 de febrero de 2000, después de asistir a los premios Grammy de ese año.
Para enero, el entonces álbum sin título estaba a la mitad de su finalización; Spears había trabajado en él principalmente en los EE.UU. y Suecia, y el material fue aprobado en la ciudad de Nueva York. Spears fue fuertemente presionada después del enorme éxito comercial de ...Baby One More Time. Es un poco difícil tras diez millones, tengo que decir. Pero después de escuchar el nuevo material y grabarlo, estoy muy confiada en él. Durante el lanzamiento de Oops! ... I Did It Again, Spears dijo "quiero decir, por supuesto que hay un poco de presión, dice Spears. "Pero en mi opinión, [Ups!] es mucho mejor que el primer disco. Es más afilado - tiene más de una actitud. Es más de mí y creo que los adolescentes lo relacionarán más. "Geoff Mayfield, director de las listas de Billboard, añade que la decisión de publicar [Ups!] Menos de un año y medio después de cantidades debut de Spears de "sincronización muy inteligente. Mi filosofía es, cuando se tiene una base de fanes jóvenes, a por ellos mientras están calientes".

## Composición
Oops! ... I Did It Again fue considerado como una secuela del álbum debut de Spears, ...Baby One More Time (1999), filtrándose con una mezcla cuidadosamente medida de pop/funk, R&B y power ballad. Spears dijo en una entrevista que el álbum tiene un sonido pop más maduro, con sabor R&B. "No es algo que he cambiado a propósito", dijo Spears del sonido del álbum. "Es solo algo de cambió un poco en sí con que yo sea mayor. Mi voz ha cambiado un poco y estoy más confiada, y creo que viene a través del material." Uno de sus productores, Rodney "Darkchild" Jerkins, habló sobre el trabajo con Spears en la portada de Rolling Stone, diciendo: "Va a sorprender a todo el mundo", dijo. "Tiene sabores del original, pero es una versión recta de 2000 -.. Nuevo para el oído. Lo cual creo que es genial, porque la gente que aprecia esa canción le va a encantar. Y lo hice tan nuevo y joven que los niños pequeños que el amor de Britney les va a encantar. Va a tomar tanto un público más maduro como uno joven." Spears también trabajó con Robert" Mutt "Lange, diciendo:" Cuando escuchas la canción, es tan pura y delicada. Es solo una de esas canciones que te halan." Spears le dijo a MTV News. "Creo que lo escribieron 'especialmente para mí, porque la letra de la canción, si realmente la escuchas ... son más de lo que puedo relacionar, porque son la clase de letras jóvenes, creo. No creo que Shania probablemente cantaría algunas de las palabras que estoy diciendo.
La canción homónima y la que abre el álbum, «Oops!... I Did It Again», se comparó con su sencillo debut, «...Baby One More Time» (1998), que incluye una línea de bajo slap-and-pop, un acorde de sintetizador y un ritmo mecanizado. Líricamente, la canción muestra a Spears advirtiendo a un amante prospectivo demasiado entusiasta; «Oops, you think I'm in love. That I sent from above. I'm not that innocent» —Ups, crees que estoy enamorada. Que envié desde arriba. No soy tan inocente— La canción también se desglosa para un interludio de palabras habladas, que implica una línea de la película Titanic. La segunda pista, «Stronger», es una canción synthpop y R&B, donde líricamente, es una declaración de independencia, donde Spears corta con un hombre que la trata como propiedad. La línea «My loneliness ain't killing me no more» —Mi soledad no me está matando más— hace referencia al sencillo debut de Spears. Otra pista infundida en el R&B, que también añade un poco más de funk a la mezcla, «Don't Go Knocking on My Door» se encuentra con confianza Spears seguir adelante después de una ruptura. La cuarta pista, una versión de «(I Can't Get No) Satisfaction», de The Rolling Stones, comienza con el desplume guitarra blanda y arrullos entrecortada, hasta que un mismo paso crepitante seca se tira hacia abajo, girando la canción en un pisotón urbano. La versión dance-pop también desecha el verso final de la canción y añade una nueva letra ( "¿Cómo blanco mis camisas podrían ser" se convierte en "el grado de tensión de mi falda debe ser"). "[Es] era mi idea [para grabar la canción]", dijo Spears. "Yo estaba como, 'Me gusta esta canción," y creo que va a ser una combinación genial trabajar con [el productor de hip-hop] Rodney [Jerkins] y hacer una canción muy a la moda de esa manera."

## Recepción

### Crítica
Oops!... I Did It Again contó con una generalizada buena recepción crítica. De manera específica, Rob Sheffield, de la revista estadounidense Rolling Stone, le catalogó como un «queso pop fantástico», mucho mejor que los entonces últimos álbumes de estudio de las bandas masculinas de pop 'N Sync y Backstreet Boys. Además de ello, señaló que en él Britney Spears trataba varios estilos de sexualidad adulta, que pese a que entonces aún no se ajustaban a ella, su sentir también era reconocido por los fanes jóvenes de la cantante. Para finalizar su reseña, Rob Sheffield señaló que lo grandioso de Oops!... I Did It Again era que la demanda de Britney Spears por la satisfacción era «compleja, feroz y aterradora»; lo que hacía de ella una «verdadera hija de la tradición del rock and roll».
Por su parte, el crítico de música David Browne, de la revista estadounidense Entertainment Weekly, sostuvo que Oops!... I Did It Again recordaba que el pop más nuevo podía ser una «ráfaga de aire fresco en una habitación sofocante». Sostuvo que lo mejor era que sovacaba de que todo el pop adolescente era solo la combinación feliz de una sonrisa alegre y una coreografía. Pese a ello, también citó que la voz artificial de Britney Spears era mucho menos interesante que dicha configuración de Oops!... I Did It Again, más que, aun así, la suavidad de ésta era un alivio en comparación con el desempeño vocal de la entonces también joven cantante de pop Christina Aguilera.
Paralelamente, en su reseña de Oops!... I Did It Again, el semanario musical británico NME, catalogó a Britney Spears como «la perfección del pop moderno, casi con forma humana». Sostuvo que sus canciones respaldadas por el productor sueco Max Martin, entraban a tu cerebro como la ketamina, pues una vez que estaban dentro de ti, no había mucho que poder hacer para parar de escucharlas; lo que, metafórica y coloquialmente, le llevó a catalogar a Britney Spears como una «droga musical» y a Oops!... I Did It Again como algo que todo el mundo iba a amar. Por su parte, MTV Asia señaló que la cantante se veía con una apariencia de pop star más madura y experimental, con canciones más fuertes y prometedoras, y con una amplia exposición en los medios. Todo, pese a que, nuevamente, ella no cantaba sobre sí misma.

### Comercial

En Europa Oops!... I Did It Again fue certificado de cuádruple Multi-Platino por la IFPI, a modo de acreditación de ventas récords de 5 millones de copias.

En Europa Oops!... I Did It Again se convirtió en un éxito Nº 1 en ventas a nivel continental. Ello se debió a que debutó como tal en Alemania, Austria, Francia, Noruega, Suecia, Suiza y España; siendo la misma categoría que semanas después alcanzó en toda Bélgica, y en los Países Bajos. Además de ello, debutó y se mantuvo como un sólido top 5 en ventas en Finlandia, donde se convirtió, de lejos, en el álbum más vendido de Britney Spears, y en Italia y el Reino Unido, país donde su debut como un éxito N° 2 en ventas fue superado por poco por el de Whitney: The Greatest Hits, el primer álbum recopilatorio de la también cantante estadounidense Whitney Houston.
Tras todo, Oops!... I Did It Again recibió certificaciones en casi todos los países de Europa, siendo tres las principales de ellas: triple Multi-Platino de la BPI, en el Reino Unido, doble Multi-Platino de la IFPI Germany, en Alemania, y doble Oro de la SNEP, en Francia. Ello, a modo de acreditación de elevadas ventas de 900, 900 y 200 mil copias, respectivamente. En suma, Oops!... I Did It Again vendió más de 4,18 millones de copias en Europa, lo que en el año 2002 le llevó a ser certificado de cuádruple Multi-Platino por la IFPI, a modo de acreditación de 4 millones de ellas. Todo llevó a que Oops!... I Did It Again se alzara, hasta hoy en día, como el segundo álbum de mayor éxito comercial de Britney Spears, después de ...Baby One More Time. Además fue el tercer álbum más vendido en Europa durante 2000.
Paralelamente, en Oceanía Oops!... I Did It Again se convirtió en un éxito N° 2 en ventas en Australia y Nueva Zelanda. Ello, tras no poder superar en dichos países al debut de Binaural, el sexto álbum de estudio de la banda estadounidense de rock Pearl Jam, y al apogeo comercial de The Marshall Mathers LP, el tercer álbum de estudio del rapero también estadounidense Eminem, respectivamente. No obstante, en el año 2001 Oops!... I Did It Again fue certificado de triple Multi-Platino por la ARIA, en Australia, por ventas de 210 mil copias.
Por su parte, en América Anglosajona Oops!... I Did It Again debutó como un éxito Nº 1 en ventas en Canadá y los Estados Unidos, países donde se convirtió, simultáneamente, en el segundo álbum de estudio Nº 1 de Britney Spears, después de ...Baby One More Time. Tras todo, Oops!... I Did It Again fue certificado de Diamante por la RIAA, en Estados Unidos, y de quíntuple Multi-Platino por la CRIA, en Canadá, país donde dicha certificación acreditó la elevada venta de 500 mil copias. Según Nielsen SoundScan, hasta principios de 2019 vendió 9,2 millones de copias en Estados Unidos. Paralelamente, en América Latina su principal certificación la recibió en México, donde la AMPROFON le acreditó de doble Multi-Platino, por ventas de 300 mil copias.

## Promoción

### Sencillos

#### "Oops!... I Did It Again"
"Oops!... I Did It Again", la canción que dio su título al álbum, fue el primer sencillo. Su estreno fue realizado en la radios de Estados Unidos, el lunes 27 de marzo de 2000. A ésta le siguieron las fechas de sus lanzamientos radiales y materiales alrededor del mundo, los cuales fueron realizados durante el segundo cuatrimestre del año 2000. Con ello, "Oops!... I Did It Again" se convirtió en el quinto sencillo de Britney Spears en países como los Estados Unidos y el Reino Unido; en los cuales sucedió a los lanzamientos de "From the Bottom of My Broken Heart" y "Born to Make You Happy", respectivamente; y en el tercer sencillo de la cantante producido por el dúo sueco conformado por Max Martin y Rami; el que anteriormente produjo "...Baby One More Time" y el The Stop Remix! lanzado de "(You Drive Me) Crazy".
Su video musical, el primero de Britney Spears en el que se utilizaron efectos especiales, fue ideado por la propia cantante y dirigido por el director estadounidense Nigel Dick, quien trabajaría, hasta ahora, por última vez con ella, luego de haber dirigido, entre los años 1998 y 1999, a sus tres primeros videos musicales: "...Baby One More Time", "Sometimes" y "(You Drive Me) Crazy". Por su parte, las escenas del video musical de "Oops!... I Did It Again" muestran a Britney Spears cantando y bailando, en un ajustado traje de látex rojo, como la emperatriz del planeta Marte. Ello, luego de haber sido descubierta por un astronauta miembro de un equipo de exploración de la NASA.
En suma, tanto el sencillo como su video musical contaron con una buena recepción crítica. Reseñas como la de NME sostuvieron que "Oops!... I Did It Again" era un ejemplo de la adicción que provocaban las canciones de Britney Spears producidas por Max Martin; señalaron que aunque en esencia era una «copia» de "...Baby One More Time", "Oops!... I Did It Again" era tan bueno como este último, pues reunía «los riffs tensos de los 80's del cantante estadounidense de pop Michael Jackson, un coro asesino y una parte central edificante». Tras ello, en el año 2001 fue nominado a un Grammy en la categoría Mejor interpretación vocal pop femenina, en la que perdió frente a "I Try" de la cantante de rhythm and blues Macy Gray. Por su parte, su video musical recibió tres nominaciones en los MTV Video Music Awards 2000: Mejor Video Femenino, Mejor Video Pop y Elección de los Televidentes, perdiendo las dos últimas de ellas frente al vídeo musical de "Bye Bye Bye" de 'N Sync.
Con todo, "Oops!... I Did It Again" asoló a la industria musical. Se alzó como un éxito N° 1 en Australia, Bélgica francófona, Italia, Noruega, Nueva Zelanda, los Países Bajos, el Reino Unido, Suecia, Suiza y, a nivel continental, Europa. Además de ello, se convirtió en un sólido top 10 en países como Alemania, Canadá, Francia y los Estados Unidos, donde alcanzó la posición N° 9 de la Billboard Hot 100, tras alzarse como el tercer top 10 de Britney Spears en ésta y tras convertirse en su segundo éxito N° 1 en la Pop Songs, después de "...Baby One More Time". Por su parte, sus ventas recibieron numerosas certificaciones, sobresaliendo de ellas la certificación de Oro que le brindó la BPI, en el Reino Unido, por ventas de 400 mil copias. En suma, "Oops!... I Did It Again" se alzó como el sencillo más exitoso del álbum y como uno de los sencillos más exitosos y representativos de Britney Spears.

#### "Lucky"
"Lucky" fue el segundo sencillo de Oops!... I Did It Again. Sus lanzamientos alrededor del mundo fueron realizados durante el tercer cuatrimestre del año 2000. Con ello, después de los mencionados "...Baby One More Time", "(You Drive Me) Crazy" y "Oops!... I Did It Again", "Lucky" se convirtió en el cuarto sencillo de Britney Spears producido por los suecos Max Martin y Rami.
Su video musical fue dirigido por el director estadounidense Dave Meyers, quien trabajó por primera vez con la cantante y quien en los años 2002 y 2009 dirigiría los videos musicales de "Boys" y "Radar", respectivamente. La línea de historia de este, muestra a Britney Spears encarnando a dos personajes distintos: a una actriz exitosa de Hollywood, llamada Lucky, y a sí misma, como narradora. Sus escenas muestran el elevado nivel de estrellato de Lucky, quien finge ser feliz, y de lo triste y solitaria que se torna su vida cuando se encuentra lejos de las cámaras. Aunque el video musical de "Lucky" no hizo una referencia explícita a la vida personal de Britney Spears, fue el primer video musical de la cantante en el que se hizo alusiones a su relación conflictiva con la fama.
Por su parte, los críticos le dieron una buena recepción. NME sostuvo que "Lucky" era, quizás, el «mejor momento» de la cantante en Oops!... I Did It Again, pues era una «sinfonía adolescente agridulce», en la que el «entrenado falsete» de Britney Spears estaba llegando a su punto máximo, desde que ella lo venía desarrollando desde su participación en el programa estadounidense Mickey Mouse Club.
Intentando igualar a "Oops!... I Did It Again", "Lucky" disfrutó de un elevado éxito comercial, especialmente en Europa Central y Oceanía. Producto de ello, se alzó como un éxito N° 1 en Austria, Alemania, Suecia, Suiza y, a nivel continental, Europa; y como un sólido top 5 en países como Australia, Nueva Zelanda y el Reino Unido. Por su parte, en Estados Unidos "Lucky" alcanzó la modesta posición N° 23 de la Billboard Hot 100. Ello, dado a su buen, mas no sorprendente, desempeño radial en el país. En suma, sus ventas recibieron certificaciones en varios países, sobresaliendo de ellas la certificación de Oro que le brindó la BPI en el Reino Unido, por ventas de 400 mil copias.

#### "Stronger"
"Stronger" fue el tercer y, solo en el caso de Estados Unidos, último sencillo de Oops!... I Did It Again. Sus lanzamientos radiales y materiales alrededor del mundo fueron realizados durante el último cuatrimestre del año 2000. Con ello, "Stronger" se convirtió en el séptimo sencillo de Britney Spears en países como los Estados Unidos y el Reino Unido, y en su quinto sencillo producido por los suecos Max Martin y Rami. Ello, después de "...Baby One More Time", "(You Drive Me) Crazy", "Oops!... I Did It Again" y "Lucky".

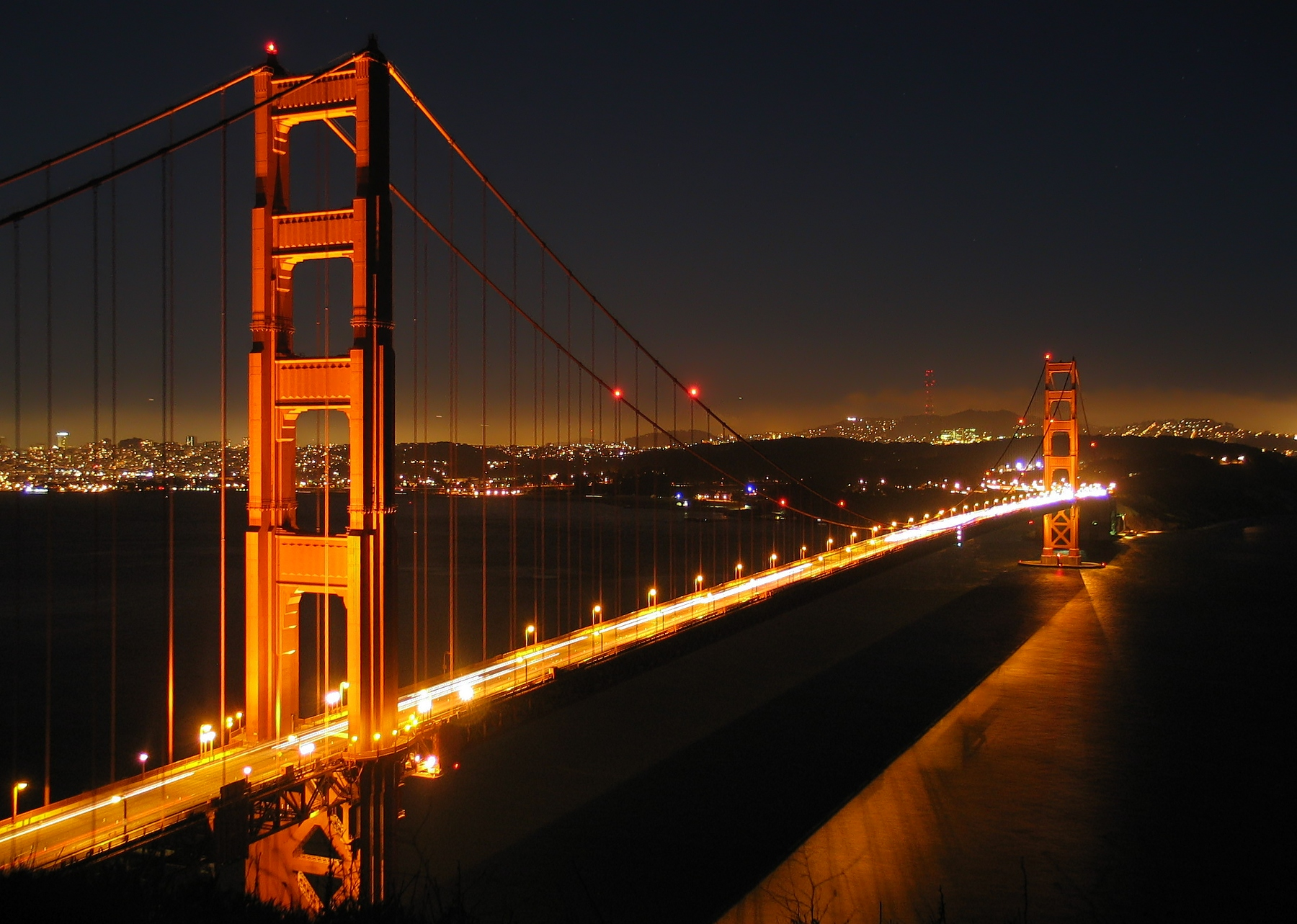
El video musical de "Stronger" finaliza mientras Britney Spears camina, con determinación, por el Puente Golden Gate.

Su video musical, ideado por la propia Britney Spears, fue dirigido por el director estadounidense Joseph Kahn, quien entonces trabajó por primera vez con ella y quien en los años 2004 y 2008 dirigiría sus videos musicales de "Toxic" y "Womanizer", respectivamente. Por su parte, la línea de historia del video musical de "Stronger", inicia cuando Britney Spears encuentra a su novio con otra chica en una fiesta futurista. Tras el acontecimiento, ella se retira del lugar, conduciendo su coche a toda velocidad bajo una fuerte tormenta. Dado que el coche se avería, la cantante se baja de él y camina, con determinación, por el Puente Golden Gate, de San Francisco, donde el video musical finaliza. No obstante, durante su transcurso, también incorporó escenas paralelas en las que Britney Spears realiza una rutina de baile con una silla metálica que, hacia el final del mismo, se transforma en un bastón
En suma, pese a que los asesores de la cantante estaban inseguros de su sobreexposición sexual en el video musical de "Stronger", ella no titubeó en mostrarse más sexy en este. Ello, bajo la influencia de uno de los videos musicales del año 1987 de la cantante estadounidense de rhythm and blues Janet Jackson: "The Pleasure Principle". El resultado fue elogiado por los críticos, quienes sostuvieron que era el video musical en el que, finalmente, Britney Spears anunciaba su «feroz independencia» de sus asesores, quienes hasta entonces habían procurado resguardar su imagen. Con todo, el video musical de "Stronger" fue nominado en la categoría Mejor Video Pop en los MTV Video Music Awards 2001, y "Stronger" fue descrito por los críticos como un «desquiciado helio synthpop», con un coro más terrible y robótico que los coros de los Backstreet Boys.
Aunque su éxito fue genéricamente inferior al de sus dos últimos antecesores, "Stronger" se convirtió en un éxito top 5 y top 10 en unos cuantos países de tres zonas de Europa: Europa Central, las Islas Británicas y Escandinavia; incluyendo a Alemania, el Reino Unido y Suecia, respectivamente. Además de ello, se alzó como un sólido top 20 en países como Australia, Francia y, de manera especial, los Estados Unidos, donde estuvo a punto de convertirse en un éxito top 10 en la Billboard Hot 100, tras alcanzar su posición Nº 11. Ello, producto de su considerable éxito comercial en el país, el que le llevó a ser certificado de Oro por la RIAA, a modo de acreditación de elevadas ventas de 500 copias materiales; siendo ésta la única certificación conseguida por un sencillo de Oops!... I Did It Again en el país.

#### "Don't Let Me Be the Last to Know"
"Don't Let Me Be the Last to Know" fue el cuarto y último sencillo de Oops!... I Did It Again. Sus lanzamientos solo fueron realizados fuera de Estados Unidos, durante el primer cuatrimestre del año 2001. Con ello, "Don't Let Me Be the Last to Know" se convirtió en el octavo sencillo de Britney Spears en países como el Reino Unido, y en su primer, y hasta ahora, único sencillo co-escrito por la cantante canadiense de country Shania Twain y producido por uno de los constantes colaboradores de esta última: el productor zambio Robert "Mutt" Lange.

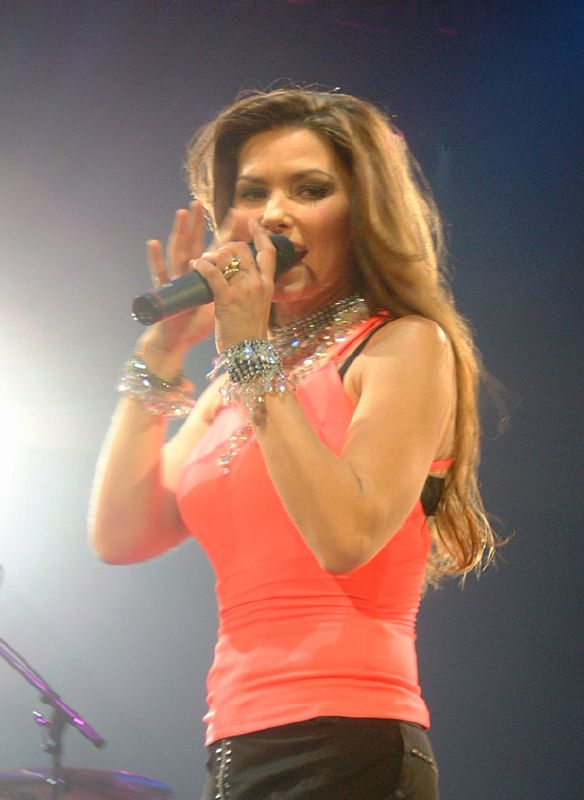
Shania Twain coescritora de "Don't Let Me Be The Last To Know".

Por su parte, su video musical fue dirigido por el director estadounidense Herb Ritts, quien trabajó por primera y, hasta ahora, única vez con la cantante. Sus escenas muestran a Britney Spears y a su novio, protagonizado por el modelo francés Brice Durand, acariciándose, seductoramente, en una playa paradisíaca completamente natural, de Key Biscayne, Florida. No obstante, varias de sus escenas grabadas debieron ser excluidas del mismo, debido a que los asesores de la cantante consideraron que presentaban un contenido sexual demasiado elevado.
Dado a que en sus créditos de escritura figuró la cantante Shania Twain, "Don't Let Me Be the Last to Know" llamó, inmediatamente, la atención de los críticos, quienes señalaron que, dado a su sonido con melodías orientales, tenía «el riff de "China Girl" de Iggy/Bowie» y que era absolutamente ideal para películas de amor.
Distante del gran éxito registrado por los tres primeros sencillos de Oops!... I Did It Again, "Don't Let Me Be the Last to Know" solo se convirtió en un fugaz éxito top 10 en dos países de Europa Central: Austria y Suiza. Por su parte, en países como Alemania y el Reino Unido, consiguió convertirse en un modesto top 20 que descendió, rápidamente, de los rankings radiales y de ventas. Ello quedó de manifiesto en Francia, donde por primera vez en su carrera, Britney Spears no logró catapultar a uno de sus sencillos al top 20 del principal ranking de canciones y sencillos del país. Todo provocó que "Don't Let Me Be the Last to Know" fallara en su intento de alcanzar certificaciones por sus ventas; convirtiéndose, por lejos, en el sencillo de menor éxito radial y comercial de Oops!... I Did It Again, y en uno de los sencillos más exitosos de Britney Spears.

#### "When Your Eyes Say It"
Se suponía que «When Your Eyes Say It» sería el cuarto sencillo, y parece ser que está el CD de promoción de EE.UU. con una portada blanca que contiene la versión del disco de la canción. También se confirmó que Britney filmó el video para esta canción porque Jive quería lanzarlo como 5º single. Sin embargo, el video nunca se lanzó porque las ventas de «Don't Let Me Be The Last To Know» fueron muy escasas y se prefirió culminar la promoción de "Oops!...I Did It Again" y comenzar con un nuevo álbum.

## Lista de canciones
- Edición estándar

| "Oops!... I Did It Again" |                                    |          |  |
| N.º                       | Título                             | Duración |  |
| 1.                        | «Oops!... I Did It Again»          | 3:32     |  |
| 2.                        | «Stronger»                         | 3:24     |  |
| 3.                        | «Don't Go Knockin' on My Door»     | 3:43     |  |
| 4.                        | «(I Can't Get No) Satisfaction»    | 4:23     |  |
| 5.                        | «Don't Let Me Be the Last to Know» | 3:50     |  |
| 6.                        | «What U See (Is What U Get)»       | 3:36     |  |
| 7.                        | «Lucky»                            | 3:26     |  |
| 8.                        | «One Kiss from You»                | 3:23     |  |
| 9.                        | «Where Are You Now»                | 4:39     |  |
| 10.                       | «Can't Make You Love Me»           | 3:17     |  |
| 11.                       | «When Your Eyes Say It»            | 4:29     |  |
| 12.                       | «Dear Diary»                       | 2:46     |  |
| 44:28                     |                                    |          |  |

- Edición internacional

| N.º   | Título                  | Duración |  |
| 11.   | «When Your Eyes Say It» | 4:06     |  |
| 12.   | «Girl In The Mirror»    | 4:06     |  |
| 13.   | «Dear Diary»            | 2:46     |  |
| 55:24 |                         |          |  |

- Edición especial[35]

| Oops!... I Did It Again - Disco N° 001 |                                    |          |  |
| N.º                                    | Título                             | Duración |  |
| 1.                                     | «Oops!... I Did It Again»          | 3:31     |  |
| 2.                                     | «Stronger»                         | 3:23     |  |
| 3.                                     | «Don't Go Knockin' on My Door»     | 3:43     |  |
| 4.                                     | «(I Can't Get No) Satisfaction»    | 4:28     |  |
| 5.                                     | «Don't Let Me Be the Last to Know» | 3:50     |  |
| 6.                                     | «What U See (Is What U Get)»       | 3:36     |  |
| 7.                                     | «Lucky»                            | 3:25     |  |
| 8.                                     | «One Kiss from You»                | 3:23     |  |
| 9.                                     | «Where Are You Now»                | 4:39     |  |
| 10.                                    | «Can't Make You Love Me»           | 3:16     |  |
| 11.                                    | «When Your Eyes Say It»            | 4:06     |  |
| 12.                                    | «Girl In The Mirror»               | 3:36     |  |
| 13.                                    | «You Got It All»                   | 4:09     |  |
| 14.                                    | «Heart»                            | 3:01     |  |
| 15.                                    | «Dear Diary»                       | 2:46     |  |
| 54:52                                  |                                    |          |  |

| Don't Let Me Be The Last To Know (Bonus) - Disco N° 002 |                                                           |          |  |
| N.º                                                     | Título                                                    | Duración |  |
| 1.                                                      | «Don't Let Me Be The Last To Know»                        | 3:50     |  |
| 2.                                                      | «Don't Let Me Be The Last To Know (Hex Hector Radio Mix)» | 4:01     |  |
| 3.                                                      | «Don't Let Me Be The Last To Know (Hex Hector Club Mix)»  | 10:12    |  |
| 4.                                                      | «Stronger (Mac Quayle Mixshow) (Edit)»                    | 5:21     |  |
| 5.                                                      | «Stronger (Pablo La Rosa's Transformation)»               | 7:21     |  |
| 30:45                                                   |                                                           |          |  |

| Mejorado con todo (Video) |                                    |          |  |
| N.º                       | Título                             | Duración |  |
| 6.                        | «Oops!... I Did It Again»          |          |  |
| 7.                        | «Lucky»                            |          |  |
| 8.                        | «Stronger»                         |          |  |
| 9.                        | «Don't Let Me Be The Last To Know» |          |  |

- Edición asiática

|       |                         |          |  |  |  |  |  |  |  |  |
| N.º   | Título                  | Duración |  |  |  |  |  |  |  |  |
| 11.   | «When Your Eyes Say It» | 4:06     |  |  |  |  |  |  |  |  |
| 12.   | «Girl In The Mirror»    | 4:06     |  |  |  |  |  |  |  |  |
| 13.   | «You Got It All»        | 4:40     |  |  |  |  |  |  |  |  |
| 14.   | «Dear Diary»            | 2:46     |  |  |  |  |  |  |  |  |
| 52:33 |                         |          |  |  |  |  |  |  |  |  |

## Clasificaciones de ventas de álbumes

### Semanales
| País                         | Lista musical   | Primera semana | Posición de ingreso | Mejor posición | Semanas en la mejor posición | Semanas en la lista musical | Última semana |
| ---------------------------- | --------------- | -------------- | ------------------- | -------------- | ---------------------------- | --------------------------- | ------------- |
| América                      |                 |                |                     |                |                              |                             |               |
| Canadá                       | Canadian Albums | 03-06-2000     | 1                   | 1              | 1                            | 33                          | 20-01-2001    |
| Estados Unidos               | Billboard 200   | 03-06-2000     | 1                   | 1              | 1                            | 84                          | 05-01-2002    |
| Europa                       |                 |                |                     |                |                              |                             |               |
| Alemania                     | Top 50 Albums   | 27-05-2000     | 1                   | 1              | 2                            | 50                          | 12-05-2001    |
| Austria                      | Top 75 Albums   | 28-05-2000     | 1                   | 1              | 2                            | 47                          | 13-05-2001    |
| Bélgica (Flandes)            | Top 50 Albums   | 20-05-2000     | 9                   | 1              | 3                            | 50                          | 02-06-2001    |
| Bélgica (Bélgica francófona) | Top 50 Albums   | 20-05-2000     | 13                  | 1              | 7                            | 40                          | 17-02-2001    |
| Finlandia                    | Top 40 Albums   | 20-05-2000     | 4                   | 2              | 2                            | 34                          | 03-02-2001    |
| Francia                      | Top 200 Albums  | 20-05-2000     | 1                   | 1              | 2                            | 56                          | 22-06-2002    |
| Italia                       | Top 20 Albums   | 18-05-2000     | 5                   | 5              | 1                            | 13                          | 07-09-2000    |
| Noruega                      | Top 40 Albums   | 27-05-2000     | 1                   | 1              | 1                            | 36                          | 20-01-2001    |
| Países Bajos                 | Top 100 Albums  | 20-05-2000     | 3                   | 1              | 2                            | 49                          | 20-04-2001    |
| Reino Unido                  | Top 40 Albums   | 27-05-2000     | 2                   | 2              | 1                            | 45                          | 27-07-2002    |
| Suecia                       | Top 60 Albums   | 25-05-2000     | 1                   | 1              | 1                            | 39                          | 15-02-2001    |
| Suiza                        | Top 100 Albums  | 28-05-2000     | 1                   | 1              | 2                            | 49                          | 06-05-2001    |
| Oceanía                      |                 |                |                     |                |                              |                             |               |
| Australia                    | Top 50 Albums   | 28-05-2000     | 2                   | 2              | 1                            | 43                          | 13-05-2001    |
| Nueva Zelanda                | Top 40 Albums   | 25-06-2000     | 3                   | 2              | 1                            | 37                          | 01-04-2001    |

| Predecesor: Supernatural de Santana                                            | Top 200 Albums — Álbum N° 1 20 de mayo de 2000 — 27 de mayo de 2000                 | Sucesor: Supernatural de Santana                                            |
| Predecesor: Äntligen - Marie Fredrikssons bästa 1984-2000 de Marie Fredriksson | Top 60 Albums — Álbum N° 1 25 de mayo de 2000                                       | Sucesor: Äntligen - Marie Fredrikssons bästa 1984-2000 de Marie Fredriksson |
| Predecesor: The Ultimate Collection de Barry White                             | Top 50 Albums (Flandes) — Álbum N° 1 27 de mayo de 2000 — 10 de junio de 2000       | Sucesor: Crush de Bon Jovi                                                  |
| Predecesor: Minor Earth Major Sky de a-ha                                      | Top 40 Albums — Álbum N° 1 27 de mayo de 2000                                       | Sucesor: Wings of Love de Olsen Brothers                                    |
| Predecesor: Klaar de Doe Maar                                                  | Top 100 Albums — Álbum N° 1 27 de mayo de 2000 — 3 de junio de 2000                 | Sucesor: Crush de Bon Jovi                                                  |
| Predecesor: Das Album de Anton & DJ Ötzi                                       | Top 75 Albums — Álbum N° 1 28 de mayo de 2000 — 4 de junio de 2000                  | Sucesor: Crush de Bon Jovi                                                  |
| Predecesor: Supernatural de Santana                                            | Top 100 Albums — Álbum N° 1 28 de mayo de 2000 — 4 de junio de 2000                 | Sucesor: Crush de Bon Jovi                                                  |
| Predecesor: 25ème anniversaire de Mike Brant                                   | Top 50 Albums (B. Francófona) — Álbum N° 1 3 de junio de 2000 — 15 de julio de 2000 | Sucesor: 100% Johnny - Live à la tour Eiffel de Johnny Hallyday             |
| Predecesor: Mission: Impossible 2 de Soundtrack                                | Canadian Albums — Álbum N° 1 3 de junio de 2000                                     | Sucesor: The Marshall Mathers LP de Eminem                                  |
| Predecesor: No Strings Attached de 'N Sync                                     | Billboard 200 — Álbum N° 1 3 de junio de 2000                                       | Sucesor: The Marshall Mathers LP de Eminem                                  |

### Anuales
| País               | Ranking        | Posición |
| ------------------ | -------------- | -------- |
| Europa             |                |          |
| Alemania           | Top 3 Albums   | 3        |
| Austria            | Top 50 Albums  | 5        |
| Bélgica (Flandes)  | Top 100 Albums | 8        |
| Bélgica francófona | Top 100 Albums | 3        |
| Suiza              | Top 100 Albums | 4        |
| Oceanía            |                |          |
| Australia          | Top 100 Albums | 14       |
| Nueva Zelanda      | Top 50 Albums  | 13       |
| América            |                |          |
| Estados Unidos     | Billboard 200  | 4        |

| País        | Ranking        | Posición |
| ----------- | -------------- | -------- |
| Europa      |                |          |
| Reino Unido | Top 200 Albums | 162      |

## Certificaciones
| País/Continente | Proveedor      | Año  | Certificación | Nivel | Simbolización | Ventas certificadas |
| América         |                |      |               |       |               |                     |
| Argentina       | CAPIF          | 2000 | Platino       | 1     | ▲             | 60.000              |
| Brasil          | ABPD           | 2000 | Oro           | 1     | ●             | 250.000             |
| Canadá          | CRIA           | 2000 | Multi-Platino | 7     | 7▲            | 700.000             |
| Estados Unidos  | RIAA           | 2005 | Diamante      | 10    | 10▲           | 10.500.000          |
| México          | AMPROFON       | 2000 | Multi-Platino | 2     | 2▲            | 300.000             |
| Uruguay         | CUD            | 2001 | Platino       | 1     | ▲             | 6.000               |
| Europa          |                |      |               |       |               |                     |
| Alemania        | IFPI Alemania  | 2001 | Multi-Platino | 3     | 3▲            | 1.000.000           |
| Austria         | IFPI Austria   | 2001 | Multi-Platino | 2     | 2▲            | 100.000             |
| Bélgica         | BEA            | 2000 | Multi-Platino | 3     | 3▲            | 150.000             |
| Europa          | IFPI           | 2002 | Multi-Platino | 4     | 4▲            | 4.000.000           |
| Finlandia       | IFPI Finlandia | 2000 | Platino       | 1     | ▲             | 30.000              |
| Francia         | SNEP           | 2000 | Platino       | 1     | ▲             | 420.000             |
| Hungría         | MAHASZ         | 2000 | Oro           | 1     | ●             | 25.000              |
| Italia          | FIMI           | 2000 | Multi-Platino | 2     | 2▲            | 200.000             |
| Noruega         | IFPI Noruega   | 2000 | Platino       | 1     | ▲             | 50.000              |
| Países Bajos    | NVPI           | 2000 | Multi-Platino | 2     | 2▲            | 160.000             |
| Polonia         | ZPAV           | 2000 | Platino       | 1     | ▲             | 100.000             |
| Portugal        | AFP            | 2000 | Platino       | 1     | ▲             | 40.000              |
| Reino Unido     | BPI            | 2002 | Multi-Platino | 3     | 3▲            | 900.000             |
| Suecia          | IFPI Suecia    | 2000 | Platino       | 1     | ▲             | 80.000              |
| Suiza           | IFPI Suiza     | 2000 | Multi-Platino | 2     | 2▲            | 100.000             |
| Oceanía         |                |      |               |       |               |                     |
| Australia       | ARIA           | 2001 | Multi-Platino | 3     | 3▲            | 210.000             |
| Nueva Zelanda   | RIANZ          | 2000 | Multi-Platino | 2     | 2▲            | 30.000              |
| Asia            |                |      |               |       |               |                     |
| Japón           | RIAJ           | 2001 | Platino       | 1     | ▲             | 250.000             |

- Nota: Las ventas certificadas están basadas en los criterios utilizados por las respectivas organizaciones musicales hasta el año 2005. Por su parte, éstas no representan, necesariamente, las ventas totales vendidas por Oops!... I Did It Again en cada división territorial.

## Créditos
| Edición estándar |                                    |                                     |                                                      |
| Estados Unidos   |                                    |                                     |                                                      |
| 1                | "Oops!... I Did It Again"          | Max Martin y Rami                   | Max Martin y Rami                                    |
| 2                | "Stronger"                         | Max Martin y Rami                   | Max Martin & Rami                                    |
| 3                | "Don't Go Knockin' on My Door"     | Jake y Rami                         | Max Martin, Rami, Alexander Kronlund y Jake          |
| 4                | "(I Can't Get No) Satisfaction"    | Darkchild                           | Mick Jagger y Keith Richards                         |
| 5                | "Don't Let Me Be the Last to Know" | Robert "Mutt" Lange                 | Shania Twain, Robert Lange y Keith Scott             |
| 6                | "What U See (Is What U Get)"       | Rami, David Kreuger y Per Magnusson | Rami, David Kreuger, Per Magnusson y Jörgen Elofsson |
| 7                | "Lucky"                            | Max Martin y Rami                   | Max Martin, Rami y Alexander Kronlund                |
| 8                | "One Kiss from You"                | Steve Lunt y Larry "Rock" Campbell  | Steve Lunt                                           |
| 9                | "Where Are You Now"                | Max Martin y Rami                   | Max Martin y Andreas Carlsson                        |
| 10               | "Can't Make You Love Me"           | Kristian Lundin y Jake              | Max Martin, Andreas Carlsson y Kristian Lundin       |
| 11               | "When Your Eyes Say It"            | Steve Lunt                          | Diane Warren                                         |
| 12               | "Dear Diary"                       | Timmy Allen y Barry Eastmond        | Eugene Wilde, Jason Blume y Britney Spears           |